# Катран східний високоплавцевий
Катран східний високоплавцевий (Squalus albifrons) — акула з роду Катран родини Катранові.

## Опис
Загальна довжина досягає 86 см. Самиці трохи більше за самців. Голова помірно довга, у 4,3-4,9 рази більше за довжину ока. Морда коротка. Очі середнього розміру, овальні, горизонтальної форми. Відстань від кінчика морди до ока менше, ніж відстань від ока до першої зябрової щілини. Ніздрі розміщені близько до кінчика морди. У неї 5 пар довгих зябрових щілин. Тулуб стрункий, веретеноподібний. Осьовий скелет має 116–122 хребців. Грудні плавці серпоподібні. Товщина черева помірна — до 12,6% загальної довжини акули. Черевні плавці маленькі. Має 2 спинних плавця з колючими шипами. Передній спинний плавець значно більше за задній, має вертикальний задній край, трохи вгнутий у нижній частині. Задній плавець має сильно вгнутий задній край. Його шип дещо вище або такий самий як сам плавець. Хвостовий плавець довгий, веслоподібний. Анальний плавець відсутній.
Забарвлення спини сіре або коричнево-сіре. Черево має попільний або світло-сірий колір. Хвостовий плавець має світлу облямівку уздовж заднього краю. Кінчики спинних плавців темніше за забарвлення спини.
Очі зеленуватого кольору.

## Спосіб життя
Тримається глибин від 131 до 450 м, на континентальному шельфі. Це доволі активна та швидка акула. Полює на різних глибинах. Живиться дрібними костистими рибами та невеличкими головоногими молюсками.
Статева зрілість у самців настає при розмірі 62 см. Це яйцеживородна акула.

## Розповсюдження
Мешкає біля узбережжя Квінсленда (Австралія).